# 国連人道支援物資備蓄庫

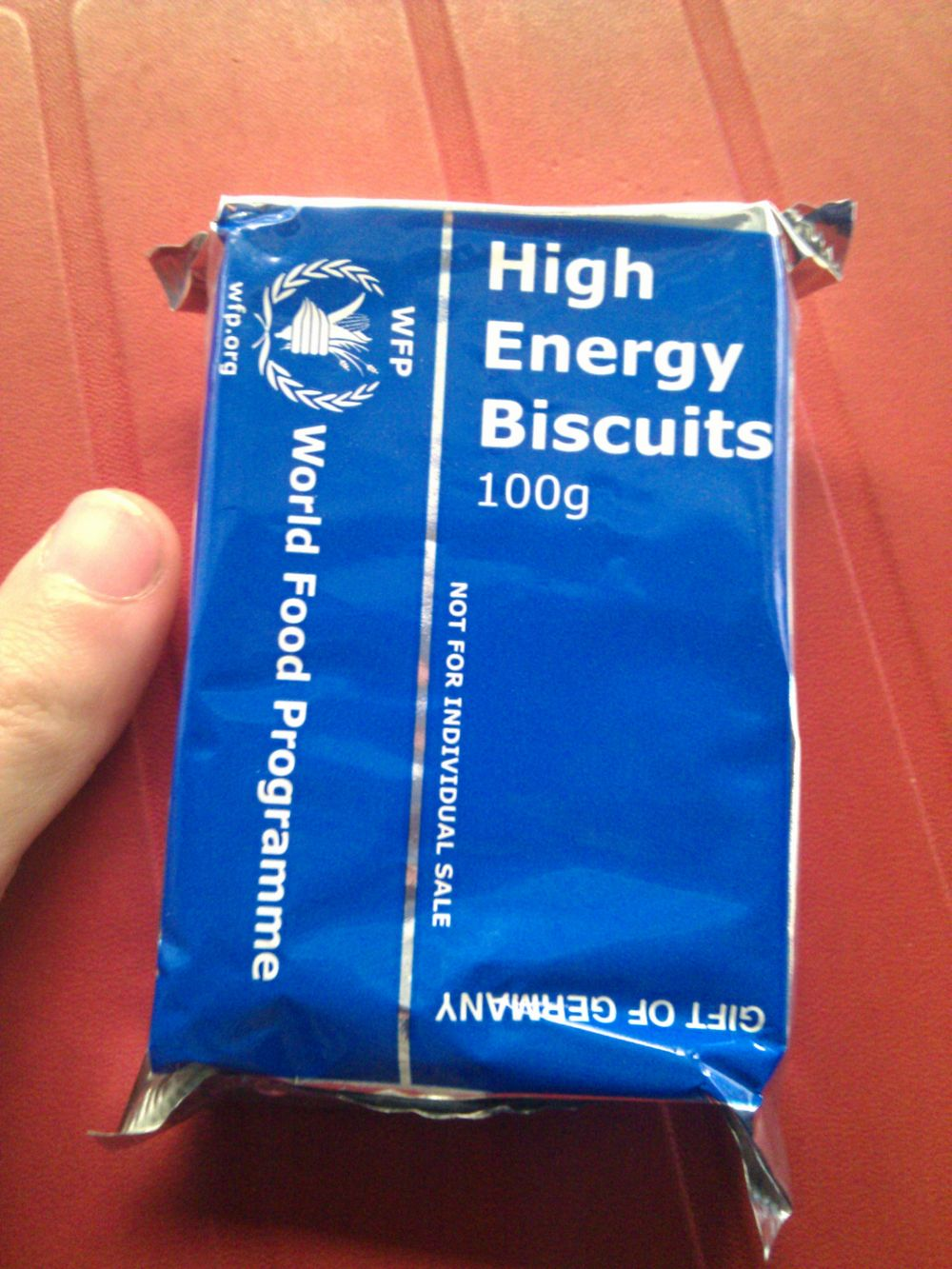
UNHRDが最も多く備蓄しているビスケット（ブリンディジの倉庫で撮影）

国連人道支援物資備蓄庫（こくれんじんどうしえんぶっしびちくこ、英: The United Nations Humanitarian Response Depot 、略称: UNHRD）は、国際連合世界食糧計画が運営する支援物資の保管・管理・輸送計画を担う組織。

## 概要

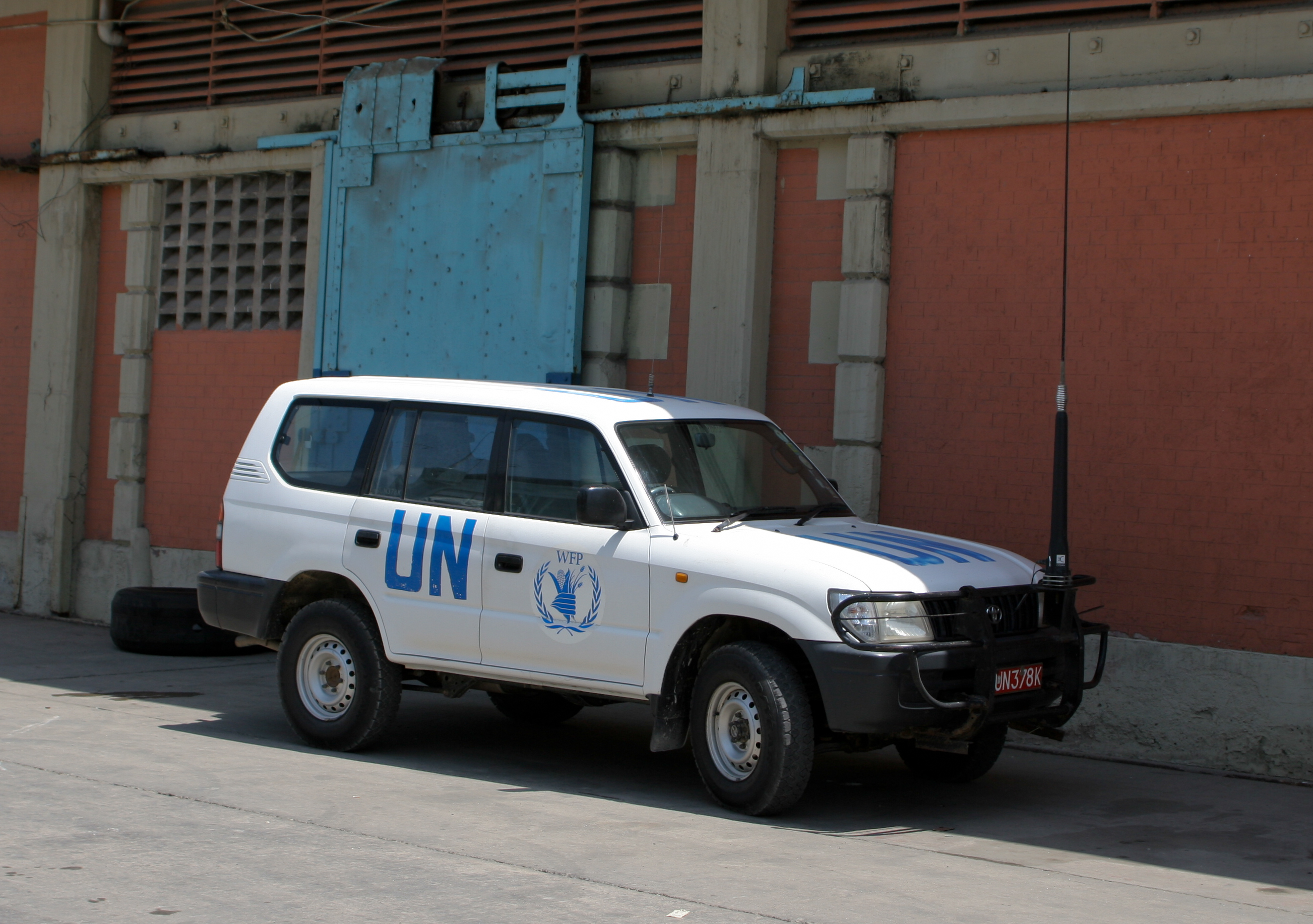
WFPが使用するランドクルーザープラド。メーカーから購入後、UNHRDの倉庫にある工房で改造される。

1986年の国連改革により、自然災害や紛争などで支援を必要とする被災者の支援を効率的に行うために設立された。2000年からは世界食糧計画の元で国連の各組織の共通倉庫という役割が与えられた。現在では国際協力機構などの政府系組織、赤十字社や国境なき医師団などの非政府組織からの要請にも対応している。
倉庫は需要が多い地域の近くに配置されており、2018年現在はブリンディジ（イタリア）、パナマ市（パナマ）、アクラ（ガーナ）、ドバイ市（ドバイ首長国）、スバン（マレーシア）に存在する。
保管されている物資は緊急用の食糧や医薬品の他、遺体を収容する袋、生理用品、子供のおもちゃ、耐火テント、プレハブのオフィス、防弾車、ヘリコプター用のスリングネット、小型のマルチコプター、紛争地帯で外出できないスタッフ用のトレーニングマシンなど多岐にわたり、これらを管理する薬剤師や整備士などの専門家が常駐している。
支援要請を受けると担当者が輸送ルートを決定し、各地の倉庫から必要とする物資が配送される。倉庫からの発送までを担当し、現地までの配送は国連人道支援航空サービスや民間の物流会社に委託している。またUNHRDは物品の管理を行う組織であるため、食糧の包装にはWFPの文字が書かれている。
国連の組織であるが、輸送ルートが政治情勢に左右されることもある。また慢性的な予算不足により物流会社と価格交渉を行ったり航空会社から貨物機の空きスペースを提供してもらうなどしている。
最大の倉庫は人道支援に熱心なムハンマド・ビン・ラーシド・アール・マクトゥームによりドバイ市郊外に設立されハヤー・ビント・アル＝フセインが理事長を務める国際人道都市（International Humanitarian City : IHC）にある。倉庫はUNHRDを含む国連機関とNGOに貸し出されており、国連向けの製品を開発するメーカーの事務所なども入居している。使用料は無料か相場の半額であり、維持費の多くはドバイ政府が負担している。

## リンク
- 公式サイト
- 命の巨大倉庫　ドバイ・世界最大の人道支援基地、人道支援危機 - NHKドキュメンタリー  - BS1スペシャル